# 让-保尔·马拉
讓-保爾·馬拉（法語：Jean-Paul Marat，1743年5月24日—1793年7月13日），法国大革命时期政治理論家、医生与学者。

## 生平
马拉生于普鲁士领地纳沙泰尔的小镇布德里（今属瑞士纳沙泰尔州），原本是一名医生，1774年发表《奴隶制枷锁》一书，抨击英国的君主制。法国大革命爆发后，他積極投身革命，创办《人民之友报》，批评《人权宣言》只是富人安慰穷人的诱惑物。
1790年参加科尔得利俱乐部並成为领袖之一。1792年9月，马拉当选国民公会代表。1793年5月参与起义推翻吉伦特派统治，建立雅各宾专政。
马拉經常攻擊在巴黎國民制憲議會中最具影響力的當權派，为躲避追捕，长期躲在巴黎的下水道，加劇了他的慢性皮膚疾病（可能是皰疹樣皮炎）。为了减轻病痛而不影响工作，他每天泡在带有药液的浴缸中工作。1793年7月13日马拉被吉伦特派的女刺客夏綠蒂·科黛刺杀身亡，终年50岁。馬拉死後被國民公會授以烈士葬禮，遺體被送進先賢祠。1794年7月27日热月政变結束了羅伯斯庇爾的恐怖統治，1795年年初民粹熱情消退，馬拉漸被人們淡忘，1795年2月由先賢祠遷出。

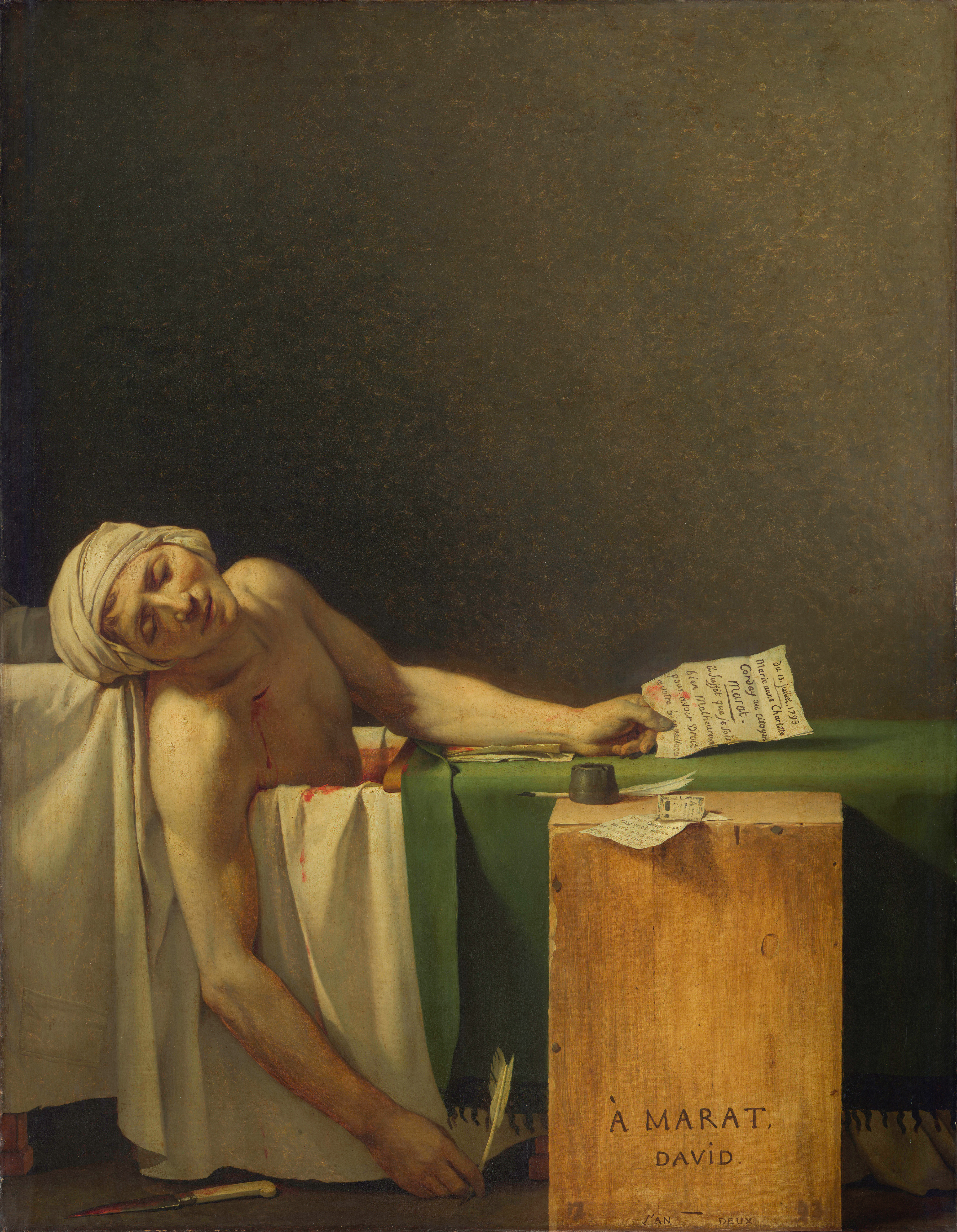
雅克-路易·大卫的名画：马拉之死

## 油画
雅克-路易·大卫的油画《马拉之死》即表现的是马拉刚刚被刺后的场景：被刺的伤口清晰可见，鲜血已染红了浴巾和浴缸里的药液，握着鹅毛笔的手垂落在浴缸之外，另一只手紧紧地握着凶手递给他的字条，女刺客夏綠蒂·科黛是趁其不备下手行刺，地上还可以看到带血的凶器。在浴缸的旁边立有一个木台，看来这就是马拉办公用的案台，“案台”之上有墨水、羽毛笔、纸币和马拉刚刚写完的一张便条：“请把这5法郎的纸币交给一位養育5个孩子的母亲，他的丈夫剛为祖国献出了生命。”